# Останина, Нина Александровна
Ни́на Алекса́ндровна Оста́нина (род. 26 декабря 1955, Колпаково, Алтайский край, РСФСР, СССР) — российский политический деятель. Председатель комитета Государственной Думы по вопросам семьи, женщин и детей (впоследствии — по защите семьи, вопросам отцовства, материнства и детства) с 12 октября 2021 года.
Депутат Государственной Думы II—V, VIII созывов. Член КПРФ.

## Биография
Родилась 26 декабря 1955 года в посёлке Победим близ села Колпаково Топчихинского района Алтайского края. Название малой родины, по словам Останиной, стало девизом её жизни. Окончила с отличием сельскую школу и поступила в только что открывшийся в Барнауле Алтайский госуниверситет.
В 1978 году окончила исторический факультет АлГУ. После получения диплома 6 лет отработала преподавателем истории и общественных наук в Алтайском медицинском институте, вступила в КПСС. С компартией связана вся политическая карьера Останиной.
В 1983 году вместе с семьёй переехала в Кемеровскую область. Работала заведующей кабинетом политпросвещения на шахте «Зиминка» в Прокопьевске, лектором горкома КПСС, в Сибирской горно-металлургической академии в Новокузнецке.
В конце 1993 года выступила одним из организаторов регионального блока сторонников Амана Тулеева «Народовластие», с 1994 по 1999 год входила в руководящий состав объединения. В 1994—1995 годах — помощник председателя Законодательного собрания Кемеровской области А. Г. Тулеева. В 1995 году избрана в Государственную думу второго созыва, была членом депутатской группы «Народовластие», членом Комитета по делам Федерации и региональной политике, затем — заместителем председателя Комитета по делам женщин, семьи и молодёжи.
В 1999 и 2003 годах избиралась по Прокопьевскому одномандатному избирательному округу Кемеровской области, выдвигалась избирательным объединением КПРФ. В Государственной Думе РФ третьего созыва была членом депутатской Агропромышленной группы, заместителем председателя Комитета по делам женщин, семьи и молодежи, в Государственной думе РФ четвёртого созыва — членом фракции КПРФ, членом Комитета по делам женщин, семьи и молодежи. В июне 2004 года создала и возглавила общественное движение «Коммунисты — за Кузбасс!». В декабре 2004 года избрана 1-м секретарём Кемеровского обкома КПРФ. В 2006 году в Академии труда и социальных отношений защитила диссертацию «Российская молодёжь на рынке труда: социально-управленческие аспекты» на соискание учёной степени кандидата социологических наук. 2 декабря 2007 года избрана депутатом Государственной думы пятого созыва в составе федерального списка кандидатов, выдвинутого КПРФ. Секретарь Кемеровского обкома КПРФ, член Комитета спасения Кузбасса, член-корреспондент Международной академии информатизации.
В 2010 году начала выступать с критикой Амана Тулеева, что вызвало недовольство многих её бывших сторонников. Сама Останина объяснила произошедшее мировоззренческими разногласиями между КПРФ и «Единой Россией». В августе 2011 года покинула пост 1-го секретаря Кемеровского обкома КПРФ и перешла на работу в ЦК КПРФ. В состав Госдумы РФ шестого созыва баллотировалась по списку КПРФ от Ставропольского края (под вторым номером), в депутаты не прошла.
В VI и VII созывах возглавляла аппарат фракции КПРФ в Государственной Думе.
В 2016 году на выборах в Государственную думу VII созыва баллотировалась по 40 Рубцовскому одномандатному избирательному округу (Алтайский край), в депутаты не прошла. На президентских выборах 2018 года стала доверенным лицом кандидата в президенты Павла Грудинина.
В 2021 году на выборах в Государственную думу VIII созыва избрана депутатом в составе партийного списка КПРФ от региональной группы Оренбургской, Самарской, Ульяновской области. Председатель комитета Государственной думы по вопросам семьи, женщин и детей.

## Семья
Ещё в студенческие годы вышла замуж за Игоря Григорьевича Останина. В 2000-е годы он работал сотрудником аппарата Госдумы РФ. В семье двое взрослых сыновей — Даниил и Евгений.
Сын Даниил (род. 1982) в 2010 году предстал перед судом за убийство с отягчающими обстоятельствами своего партнёра по бизнесу М. Мильштейна, которому нанёс 42 ножевых ранения. Убедившись в смерти потерпевшего, Д. Останин скрылся с места происшествия и уехал из Москвы. На следующий день его задержали в поезде дальнего следования Москва — Барнаул на территории Чувашии. Причиной убийства стала ссора из-за денежных долгов. Местные СМИ напоминали об уголовном деле, заведенном против Д. Останина по статье 165 УК РФ (причинение имущественного ущерба путем обмана или злоупотребления доверием). Он признал свою вину, и в 2012 году был приговорён к 12,5 годам лишения свободы в колонии строгого режима.

## Преследование квадроберов
В октябре 2024 года Останина, будучи председателем комитета Госдумы по защите семьи, вопросам отцовства, материнства и детства, во время встречи с детьми из Луганска рекомендовала школьникам травить квадроберов: снимать их на видео и высмеивать. Говоря о хобби детей, увлекающихся квадробикой, она объяснила их поведение тем, что им «хочется быть в центре внимания», и они не находят другого способа, потому что «интеллекта нет ещё». 
В ответ на предложение Останиной депутат Госдумы от ЛДПР Валерий Селезнёв жёстко раскритиковал её рекомендацию детям снимать на видео и высмеивать других детей, увлекающихся квадробикой и назвал её предложение призывом к буллингу. Селезнёв назвал эти рекомендации, по сути, призывом к массовому буллингу не выдерживающим никакой критики, отметив, что жертвы такой травли получают психологические травмы, которые ведут к различным отклонениям, в том числе к суициду либо агрессивному поведению, появлению желания травмировать, либо убить своих обидчиков. 
В ответ на шквал критики Останина заявила, что на неё совершена «роевая» информационная атака «по лекалам Джозефа Ная и других специалистов по информационному нападению и цветным революциям». 
Как отметило издание RTVI, Останина один из соавторов законопроекта о борьбе с буллингом в школах, который планировали внести в Госдуму до конца 2024 года, а в сентябре 2024 года  заступилась за девочку-квадробера, чьё увлечение осудила со сцены певица Mia Boyka, отметив, что если девочку-квадробера продолжат «осуждать в публичном пространстве», то это может «нанести удар по психике».

## Санкции
23 февраля 2022 года включена в санкционный список Евросоюза, так как «поддерживала и проводила действия и политику, которые подрывают территориальную целостность, суверенитет и независимость Украины, которые ещё больше дестабилизируют Украину».
24 февраля 2022 года включена в санкционный список Канады «близких соратников режима» за голосование о признании независимости «так называемых республик в Донецке и Луганске».
24 марта 2022 года на фоне вторжения России на Украину включена в санкционный список США за «соучастие в войне Путина» и «поддержку усилий Кремля по вторжению на Украину». Госдеп США заявил, что депутаты Госдумы используют свои полномочия для преследования инакомыслящих и политических оппонентов, нарушают свободу информации, ограничивают права человека и основные свободы граждан России.
Позднее по аналогичным основаниям включена в санкционные списки Великобритании, Швейцарии, Австралии, Японии, Украины и Новой Зеландии.

## Награды и звания
- Медаль «В память 850-летия Москвы»;
- Почётная грамота Государственной Думы Федерального Собрания Российской Федерации;
- Медали Кемеровской области:
  - «За веру и добро»;
  - «60 лет Кемеровской области»;
  - «За особый вклад в развитие Кузбасса» II и III степеней;
- Орден святой равноапостольной княгини Ольги III степени (РПЦ);
- Орден «Миротворец» всемирного благотворительного альянса «Миротворец»;
- Орден ЦК КПРФ «За заслуги перед партией»[25].